# Syntropie
Syntropie (von altgriechisch συν syn, deutsch ‚miteinander, zusammen‘ und τρέπειν trepein, deutsch ‚drehen, wenden‘) bezeichnete in der Medizin ursprünglich das gemeinsame Auftreten zweier verschiedener Krankheiten, die einander anscheinend begünstigen, bei demselben Patienten.
Der Begriff wurde erstmals 1921 von Meinhard von Pfaundler und Luise von Seht verwendet. Das Gegenteil der Syntropie bezeichneten sie als Dystropie.
Pfaundler und von Seht entwickelten auch einen Syntropie-Index, mit dessen Hilfe die statistische Wahrscheinlichkeit einer Kombination aus zwei Leiden angegeben wurde. H.-J. Lange stellte 1965 in einem Aufsatz die Probleme zusammen, mit denen ein solcher Ansatz behaftet ist, und kam zu dem Schluss, dass „verwertbare Syntropieuntersuchungen zwar schwierig, aber nicht unmöglich“ seien. Lange wies insbesondere auf das Problem der Scheinassoziationen hin, das als Berkson's Fallacy bekannt wurde.
Mittlerweile wird der Begriff Syntropie auch für das gemeinsame Vorkommen verschiedener Krankheiten bei demselben Patienten verwendet, ohne dass sich deswegen eine Theorie zur Statistik hinter der Verwendung des Wortes verbirgt.